# فيل ماكولمان
فيل ماكولمان (بالفرنسية: Phil McColeman)‏ (من مواليد 15 مارس 1954 في برانتفورد، كندا) هو سياسي كندي حزبياً، نشط في حزب المحافظين الكندي.